# Lichtbeton
Bei Lichtbeton (auch lichtleitender Beton, transluzenter Beton) handelt es sich um einen Betonwerkstein, der durch die Einbringung lichtleitender Elemente – in der Regel Fasern – durchscheinend wird.

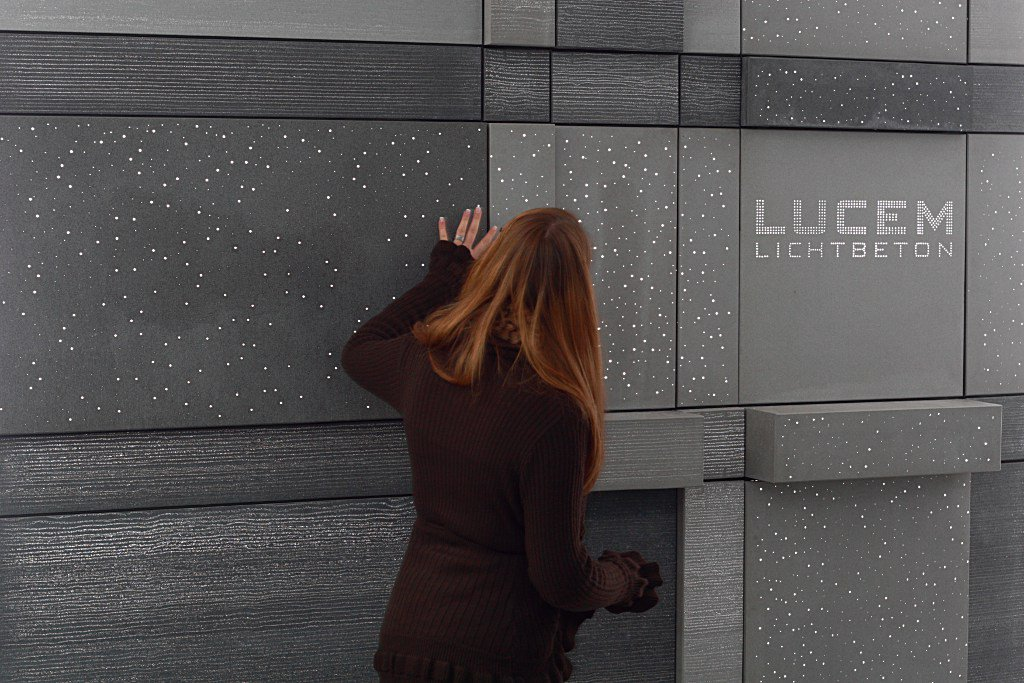
Lichtleitender Beton auf der Messe Bau 2011, München

Im Gegensatz zu manchen Glasbetonkonstruktionen handelt es sich allgemein eher um Transluzenz als um Transparenz im engeren Sinne. Die Faserstrukturen zeichnen sich als Leuchtpunkte auf der Oberfläche ab und es zeichnen sich zusammenhängende Silhouetten durch Abschattung ab.
Angewendet wird das Material in der Architektur vor allem für Wandverkleidungen und Fassaden. Aber auch eine Vielzahl von Designprodukten wurde mit diesem Material umgesetzt.
Damit die Faserenden auf der Oberfläche hell erscheinen, müssen die Fasern durch den kompletten Stein reichen, lichtleitend sein und von der Gegenseite aus angestrahlt werden. Die Lichtquelle dafür kann unterschiedlicher Natur sein. 

## Material und Herstellung
Es gibt viele verschiedene Herstellverfahren. Um eine durchscheinende Wirkung zu erzielen, genügt es bereits, der üblichen Mischung aus Zement und Zuschlägen (in diesem Fall Sand mit relativ kleinem Größtkorn) rund 5 % optisch wirksame Elemente hinzuzufügen.
Üblicherweise wird Lichtbeton in Platten oder Steinen hergestellt und dann wie ein Werkstein weiterverarbeitet.

## Montagetechnik
Das Montagesystem von Lichtbetonplatten muss den Einfall von Umgebungslicht oder die Installation von künstlichen Lichtquellen erlauben. Zur Befestigung von Vorsatzschalen werden Montagesysteme wie Dornanker, Durchschrauben oder Hinterschnittdübel eingesetzt, die auch zur Montage von Natursteinverkleidungen verwendet werden.

## Geschichte
Die ersten lichtleitenden Betonelemente wurden bereits 1935 in Patentschriften beschrieben. Allerdings haben die Entwicklung von optischen Glasfasern (ca. ab 1950) und polymeren optischen Fasern (ca. ab 1970) jeweils zu einer größeren Anzahl von Versuchen und Erfindungen zu lichtleitendem Beton geführt, die auch teils in technischeren Anwendungen mündeten, wie die Verwendung optischer Fasern als Rissdetektoren. In den 1990ern entstanden dann Formen von Bauelementen mit feinerer Faserverteilung, ähnlich den heute erfolgreichen Lichtbetonprodukten.
Aktuell produzieren weltweit verschiedene Firmen auf sehr unterschiedliche Arten lichtleitenden Beton.
Einige Hersteller sind (u. a.): 
- Florack Bauunternehmung GmbH, Heinsberg, Deutschland
- LBM EFO, Berching, Deutschland
- Litracon Bft, Csongrád, Ungarn
- Lucem GmbH, Aachen, Deutschland
- Luccon Lichtbeton GmbH, Klaus, Österreich

## Varianten des Lichtbetons
Neben feineren Faserstrukturen, die durch die Einbringung von z. B. Glasfasern zustande kommen, werden teils auch gröbere Leuchtmuster hergestellt. Dies hat den Vorteil, dass insbesondere bei großflächigen Anwendungen aus entsprechender Entfernung die Lichtpunkte-Textur vom Betrachter noch immer als solche gut wahrgenommen wird, statt zu verschwimmen. Weiter können mit gröberen Fasern auch Schriftzüge und Piktogramme dargestellt werden.